# PSMC6
PSMC6 (англ. Proteasome 26S subunit, ATPase 6) – білок, який кодується однойменним геном, розташованим у людей на короткому плечі 14-ї хромосоми. Довжина поліпептидного ланцюга білка становить 389 амінокислот, а молекулярна маса — 44 173.
| 10         |  | 20         |  | 30         |  | 40         |  | 50         |
| ---------- |  | ---------- |  | ---------- |  | ---------- |  | ---------- |
| MADPRDKALQ |  | DYRKKLLEHK |  | EIDGRLKELR |  | EQLKELTKQY |  | EKSENDLKAL |
| QSVGQIVGEV |  | LKQLTEEKFI |  | VKATNGPRYV |  | VGCRRQLDKS |  | KLKPGTRVAL |
| DMTTLTIMRY |  | LPREVDPLVY |  | NMSHEDPGNV |  | SYSEIGGLSE |  | QIRELREVIE |
| LPLTNPELFQ |  | RVGIIPPKGC |  | LLYGPPGTGK |  | TLLARAVASQ |  | LDCNFLKVVS |
| SSIVDKYIGE |  | SARLIREMFN |  | YARDHQPCII |  | FMDEIDAIGG |  | RRFSEGTSAD |
| REIQRTLMEL |  | LNQMDGFDTL |  | HRVKMIMATN |  | RPDTLDPALL |  | RPGRLDRKIH |
| IDLPNEQARL |  | DILKIHAGPI |  | TKHGEIDYEA |  | IVKLSDGFNG |  | ADLRNVCTEA |
| GMFAIRADHD |  | FVVQEDFMKA |  | VRKVADSKKL |  | ESKLDYKPV  |  |            |

A: Аланін

C: Цистеїн

D: Аспарагінова кислота

E: Глутамінова кислота

F: Фенілаланін

G: Гліцин

H: Гістидин

I: Ізолейцин

K: Лізин

L: Лейцин

M: Метіонін

N: Аспарагін

P: Пролін

Q: Глутамін

R: Аргінін

S: Серин

T: Треонін

V: Валін

Кодований геном білок за функцією належить до фосфопротеїнів. 
Задіяний у такому біологічному процесі, як ацетилювання. 
Білок має сайт для зв'язування з АТФ, нуклеотидами. 
Локалізований у цитоплазмі, ядрі.